# Tetragnatha cylindrica
Tetragnatha cylindrica là một loài nhện trong họ Tetragnathidae.
Loài này thuộc chi Tetragnatha. Tetragnatha cylindrica được miêu tả năm 1842 bởi Walckenaer.